# آشپزی ایتالیایی

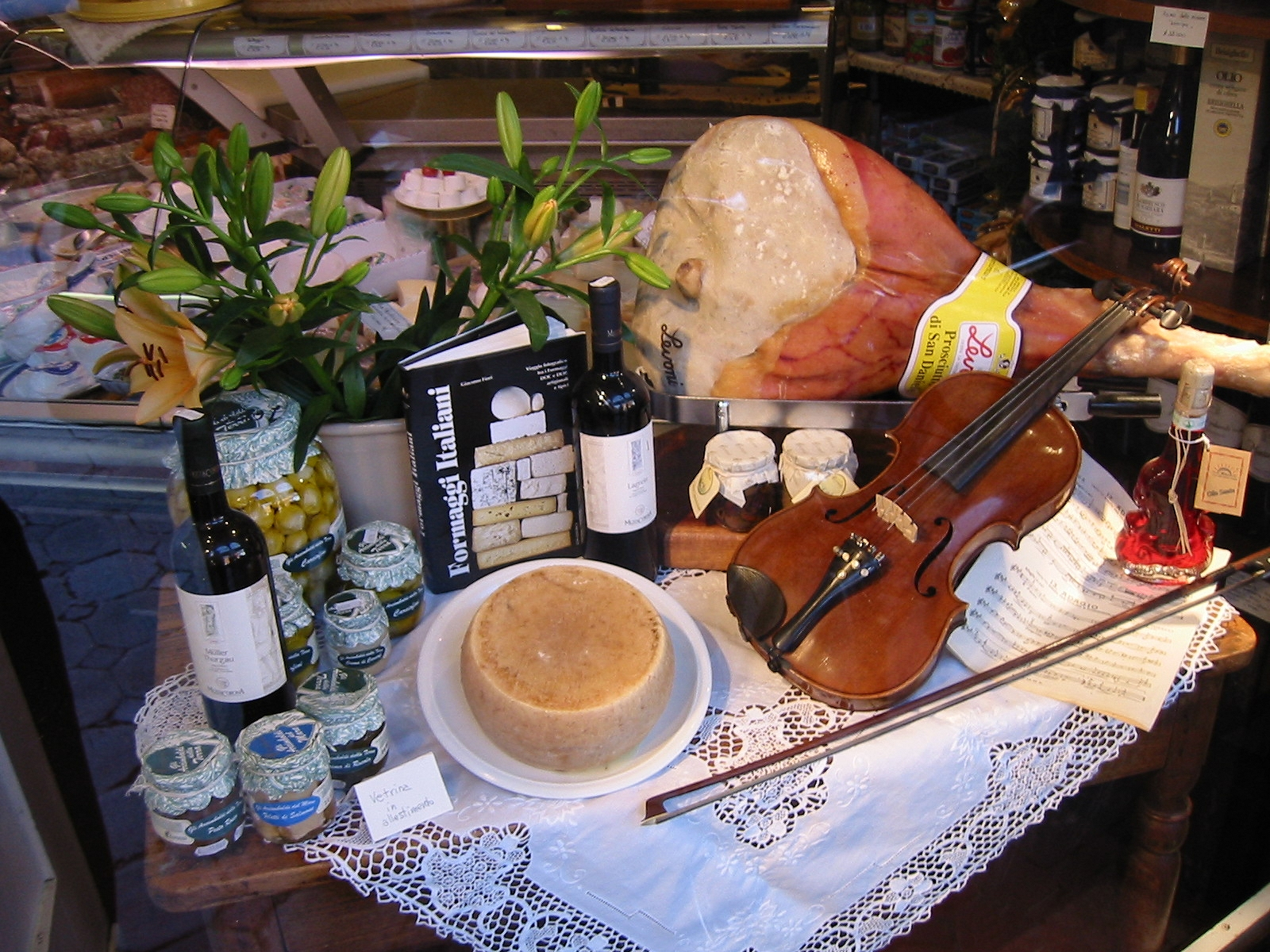
برخی مواد غذایی و محصولات خوراکی ایتالیایی در ویترینی در ایمولا به نمایش گذاشته شده‌اند.

آشپزی ایتالیایی یکی از زیرشاخه‌های آشپزی مدیترانه‌ای است و مواد اولیه، دستور غذاها و تکنیک‌های آشپزی را شامل می‌شود که از دوران باستان تا به امروز در شبه‌جزیره ایتالیا رواج داشته و بعدتر، همراه با موج مهاجرت گسترده ایتالیایی‌ها، به سرتاسر جهان صادر شده‌است.
پس از استعمار اروپا در آمریکا و آشنایی اروپایی‌ها با سیب‌زمینی، گوجه‌فرنگی، فلفل، ذرت و چغندر قند تغییرات چشمگیری در آشپزی ایتالیایی رخ داد (چغندر قند در قرن هجدهم به مقدار فراوان به اروپا وارد شد). آشپزی ایتالیایی به تنوع منطقه‌ای شناخته شده‌است، به ویژه بین شمال و جنوب شبه جزیره ایتالیا، و گستره وسیعی از طعم‌ها را دربردارد. آشپزی ایتالیایی در جهان بسیار محبوب است و در بسیاری جاها از آن کپی‌برداری شده و بر آشپزی ملل مختلف به ویژه بر آشپزی آمریکایی تأثیر گذاشته‌است.
مشخصه غذاهای ایتالیایی سادگی‌شان است، در بسیاری از غذاها فقط دو تا چهار ماده اولیه اصلی به کار رفته‌است. عموماً مراحل آماده‌سازی غذاها مفصل و پرزحمت نیست. از منظر آشپز ایتالیایی، آنچه اولویت دارد کیفیت مواد اولیه است. مواد اولیه و غذاها بر حسب منطقه تفاوت‌هایی دارند. بسیاری از غذاهایی که زمانی بومی یک منطقه به‌شمار می‌رفتند، اکنون، با تغییراتی، در سراسر کشور رواج یافته‌اند.

## تاریخ
آشپزی ایتالیایی طی قرن‌ها توسعه یافته‌است. اگرچه کشوری که امروز به نام ایتالیا می‌شناسیم تا قرن نوزدهم به عنوان یک کشور واحد وجود نداشت، اما می‌توان مدعی شد که ریشه‌های آشپزی ایتالیایی از قرن چهارم قبل از میلاد، قابل ردگیری‌ست. آن طور که از کتاب آشپزی (Apicius) که قدمت آن به قرن اول پیش از میلاد می‌رسد، می‌توان دریافت، غذا و فرهنگ، در آن زمان، از اهمیت فراوانی برخوردار بوده‌است. طی قرن‌ها، همسایگان ایتالیا، فاتحان جنگ‌ها، سرآشپزهای برجسته، تحولات سیاسی و کشف دنیای نو هر یک به نوبه خود در توسعه آشپزی ایتالیایی سهیم بوده‌اند. آشپزی ایتالیایی پس از سقوط امپراتوری روم غربی شکل گرفت، هنگامی که شهرها از یکدیگر جدا شدند و سنت‌های خود را بنا گذاشتند. در این دوران، انواع مختلف نان و پاستا درست می‌شد که در تکنیک پخت و پز و شیوه آماده‌سازی تفاوت‌هایی با هم داشتند. کشور چندپاره شده بود. برخی شهرهای مهم ایتالیا نماینده غذاهای محلی این کشور هستند. به عنوان مثال، میلان (در شمال ایتالیا) به خاطر ریزوتوهایش شناخته شده‌است، بولونیا (مرکز / میانه کشور) را به تورتلینی می‌شناسند و ناپل (جنوب) به پیتزاها و اسپاگتی‌هایش مشهور است.

### در دوران باستان
اولین فرد شناخته شده‌ای که دربارهٔ غذای ایتالیایی نوشت، یک یونانی اهل سیسیل بود به نام Archestratus که در قرن ۴ پیش از میلاد در استان سیراکوز زندگی می‌کرد. او شعری سروده بود و در آن از لزوم استفاده از مواد اولیه با کیفیت و متناسب با فصل گفته بود. او گفته بود: نباید طعم ادویه‌جات، سبزی‌ها و دیگر چاشنی‌ها بر مزه غذا غالب باشد. از نظر او در آماده‌سازی ماهی آنچه اهمیت دارد سادگی‌ست.
اما با توسعه امپراتوری روم، سادگی در آشپزی از بین رفت و جای خود را به فرهنگ غذایی پیچیده‌تری داد. De re coquinaria که در قرن اول میلادی منتشر شد، حاوی ۴۷۰ دستور آشپزی بود که در آنها از ادویه‌ها و گیاهان معطر فراوان استفاده شده بود. رومی‌ها نانوایان یونانی را برای تهیه نان به کار می‌گرفتند و پنیر را از سیسیل وارد می‌کردند چون سیسیلی‌ها پنیرسازهای قابلی بودند. رومیان بز پرورش می‌دادند و کنگر فرنگی و تره‌فرنگی می‌کاشتند.

### قرون وسطی
مقاله اصلی خوراک‌های قرون وسطی

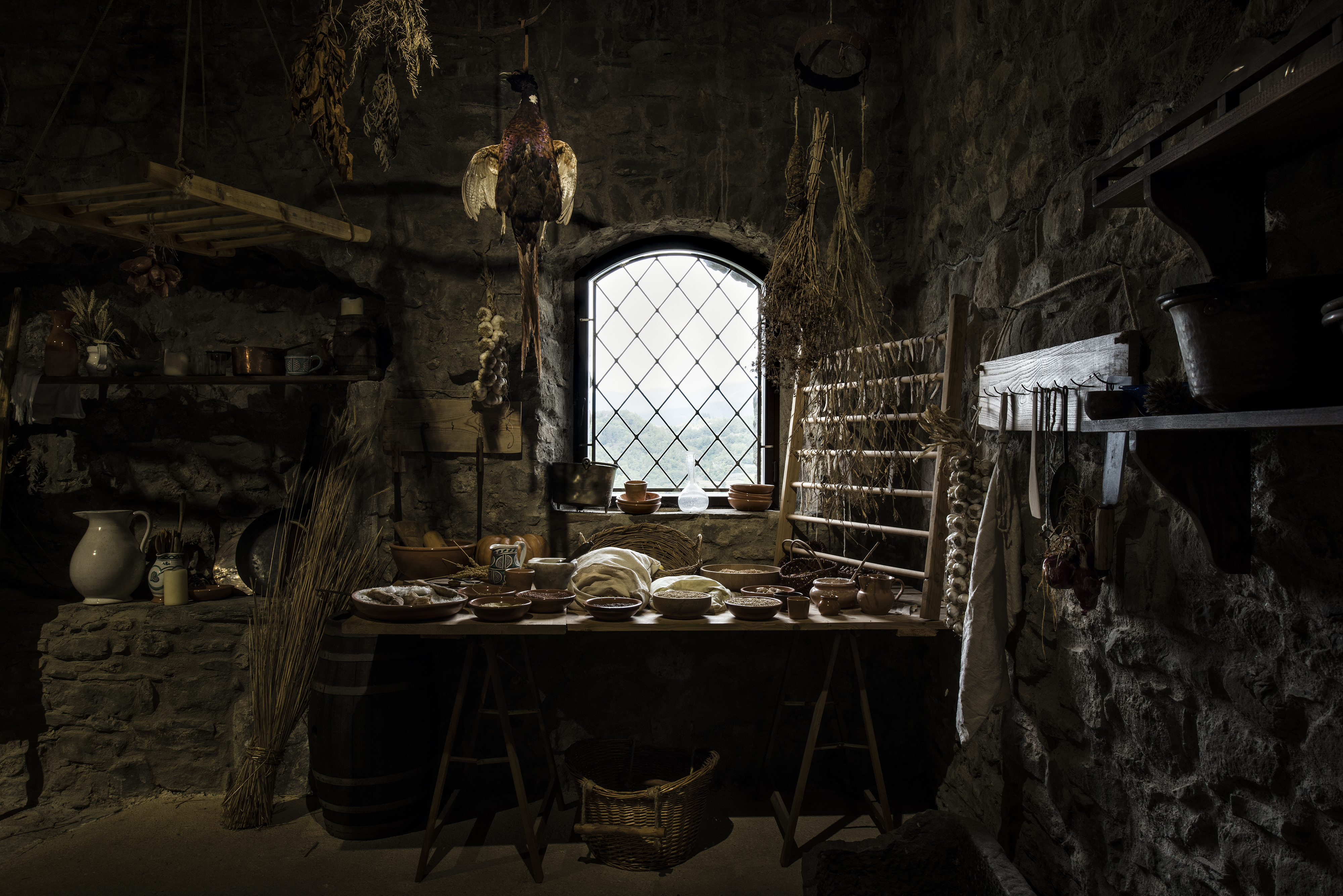
یک آشپزخانه قرون وسطایی مرمت شده در داخل قلعه وروکول، توسکانی.

با تاسی از آداب و رسوم آشپزی در رم و آتن، یک سبک آشپزی در سیسیل شکل گرفت که برخی آن را سرآغاز آشپزی واقعی ایتالیایی می‌دانند.  اعراب در قرن ۹ به سیسیل حمله کردند و اسفناج، بادام و برنج را به منطقه معرفی کردند. در قرن دوازدهم میلادی، یک پادشاه نورمن متوجه شد که مردم سیسیل رشته‌های درازی از آرد و آب درست می‌کردند و به آن آتریا (atriya) می‌گفتند. این نام در نهایت تبدیل به تری (trii) شد، اصطلاحی که هنوز هم  در جنوب ایتالیا برای اسپاگتی به کار می‌رود. نورمن‌ها همچنین کسرول، ماهی روغن نمک‌سود شده (baccalà) و ماهی خشک‌شده را به آشپزی ایتالیایی معرفی کردند. این مواد غذایی همچنان محبوبیت خود را حفظ کرده‌اند.
از آنجایی که یخچالی در کار نبود نگهداری مواد غذایی یا به روش شیمیایی انجام می‌شد یا فیزیکی. گوشت و ماهی را به صورت دودی، خشک شده یا در یخ نگهداری می‌کردند. از آب‌نمک و نمک برای ترشی انداختن خوراکی‌هایی مانند شاه‌ماهی استفاده می‌شد. برای نگهداری گوشت خوک آن را در نمک می‌خواباندند. سبزیجات ریشه‌ای بعد از اینکه به مدت کوتاهی جوشانده می‌شدند در آب نمک نگهداری می‌شدند. از دیگر روش‌های نگهداری مواد غذایی می‌توان به استفاده از روغن یا سرکه یا فروکردن گوشت در چربی غلیظ ماسیده اشاره کرد. برای حفظ میوه‌ها از لیکور، عسل و شکر استفاده می‌شد.
در مناطق شمالی ایتالیا ترکیبی از فرهنگ آلمانی و رومی مشاهده می‌شود و در جنوب ایتالیا، نشانه‌هایی از تأثیر فرهنگ عربی آشکار است، از سوی دیگر اعراب نیز حین تجارت، آشپزی مدیترانه‌ای را به دیگر جاها صادر کردند. قدیمی‌ترین کتاب ایتالیایی در مورد غذا، کتابی قرن سیزدهمی‌ست به نام Liber de coquina که در ناپل نوشته شده‌است. دو کتاب دیگر که از قرن چهاردهم باقی مانده‌اند شامل دستور العمل‌هایی‌ست برای تهیه پاستلوی رومی و پای لازانیا. در این دستورهای آشپزی استفاده از نمکیتوصیه شده‌است که از ساردینیا یا کیوجا می‌آمد.

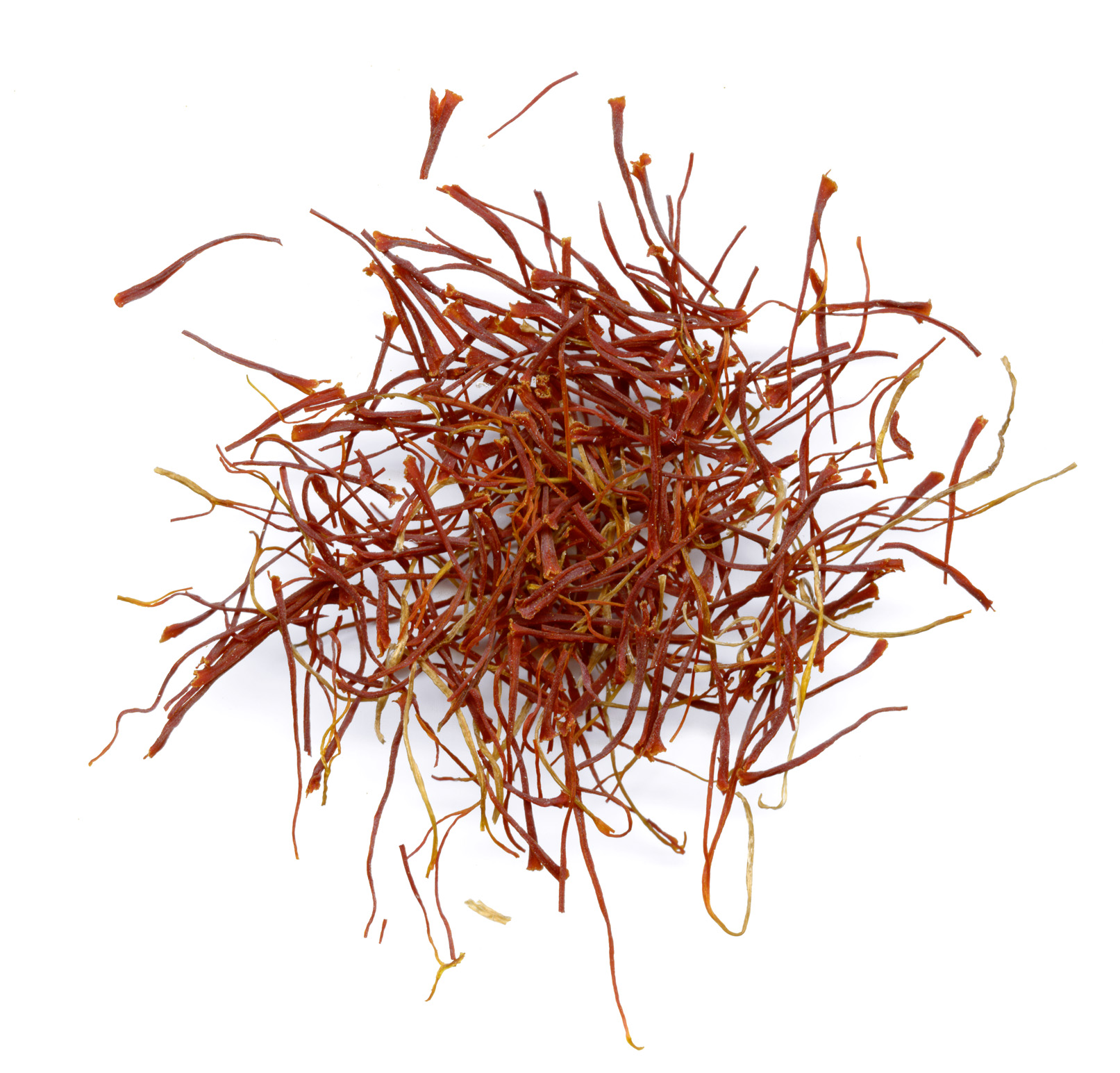
زعفران قرن‌ها در ایتالیا مورد استفاده قرار گرفته‌است

در قرن پانزدهم، مائسترو مارتینو، سرآشپز پاتریارک آکویلیا در واتیکان، کتابی نوشت به نام در باب هنر آشپزی (به لاتین:Libro de arte coquinaria describes). در این کتاب نوعی آشپزی معرفی ‌شد که ظریف‌تر و مجلسی‌تر بود. کتاب او حاوی دستور طبخ پاستای سیسیلی  هم بود که با پیچاندن خمیر دور یک میله آهنی نازک درست می‌شد. خمیر را در آفتاب قرار می‌دادند تا خشک شود و بعد در آب خروس اخته می‌پختند و با زعفران طعم‌دار می‌کردند (نشانه‌ای از تأثیر آشپزی ایرانی). نکته قابل توجه این است که مارتینو از ادویه‌های تند و تیز در آشپزی استفاده نمی‌کرد و گیاهان تازه را ترجیح می‌داد. در این کتاب چند دستور غذای رمی، چند دستور غذای فلورانسی و چند دستور غذای جنوایی هم آمده‌است.
در سال ۱۴۷۵ بارتولومئو پلاتینا کتابی با نام در باب لذت راستین و تندرستی در ونیز به چاپ رساند و در آن از نوشته‌های مارتینو سود برد. پلاتینا کتاب هنر آشپزی مارتینو را در پس‌زمینه منطقه‌ای قرار داد و دربارهٔ این که مواد اولیه آشپزی از کدام منطقه باید تهیه شوند نوشت: ماهی لوتی از دریاچه ماجیوره، ساردین از دریاچه گاردا، ماهی بلندباله از آدا، مرغ تخمگذار از پادووا، زیتون از بولونیا و پیچه‌نو، سپر ماهی از راونا، ماهی سرخ‌باله از دریاچه تراسیمنو، هویج از ویتربو، خارماهی از تیبر، راویلیونی و شاه‌ماهی از دریاچه آلبانو، حلزون از ریتی، انجیر از توسکولوم، انگور از نارنی، روغن از کاسینو، پرتقال از ناپل و مارماهی از کامپانیا. از غلات لمباردی و کامپانیا، عسل سیسیل و تارانتو نیز یاد شده‌است. به شراب سواحل لیگوریا، انگور گرکو توسکانی و چنتولا، و انگور تربیانو توسکانی و پیچه‌نو نیز در این کتاب ذکر شده‌است.

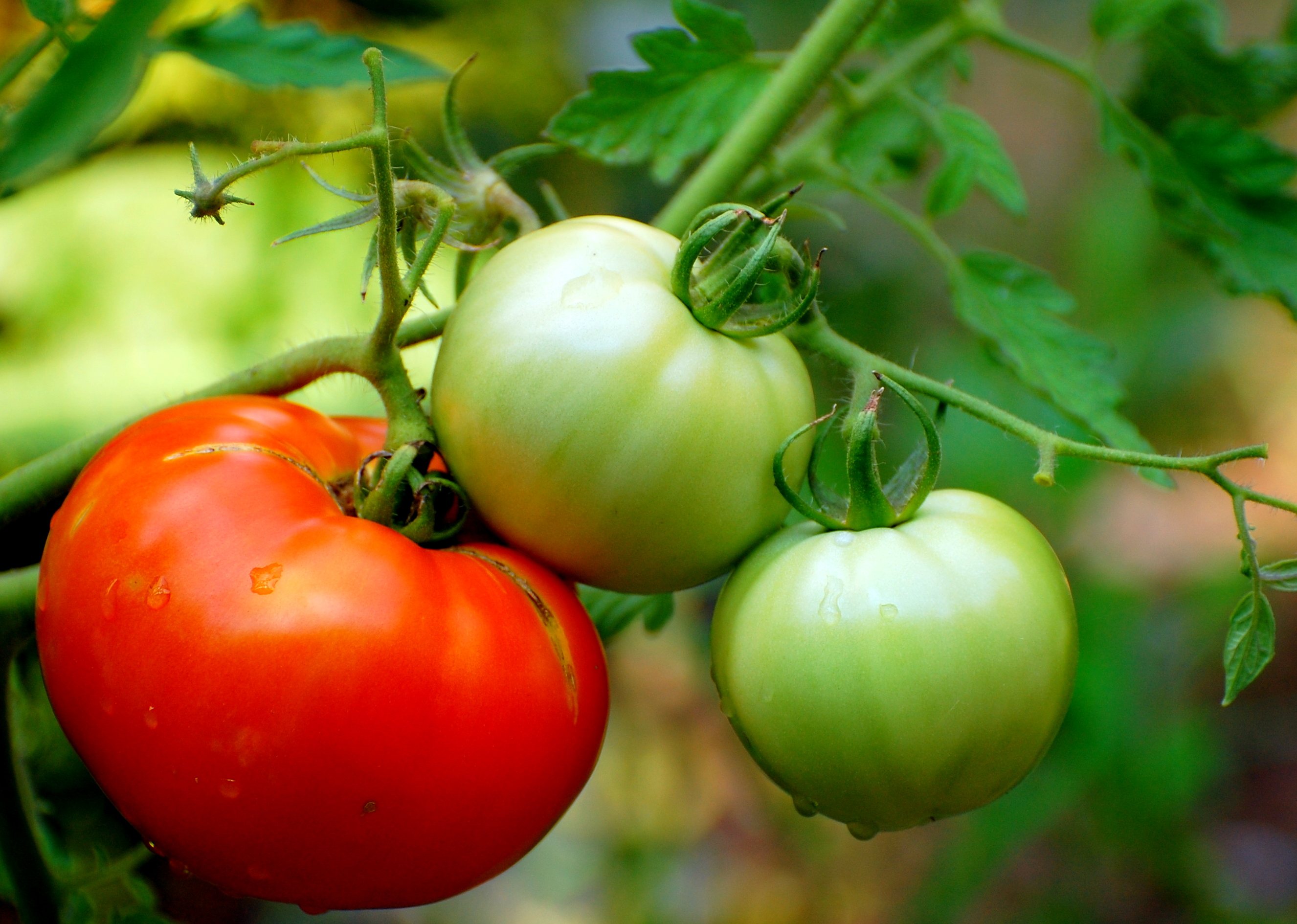
گوجه فرنگی که از رایج‌ترین مواد اولیه غذاهای ایتالیایی است، تازه در اواخر قرن ۱۸ میلادی وارد و استفاده از آن متداول شد.

## مواد اولیه

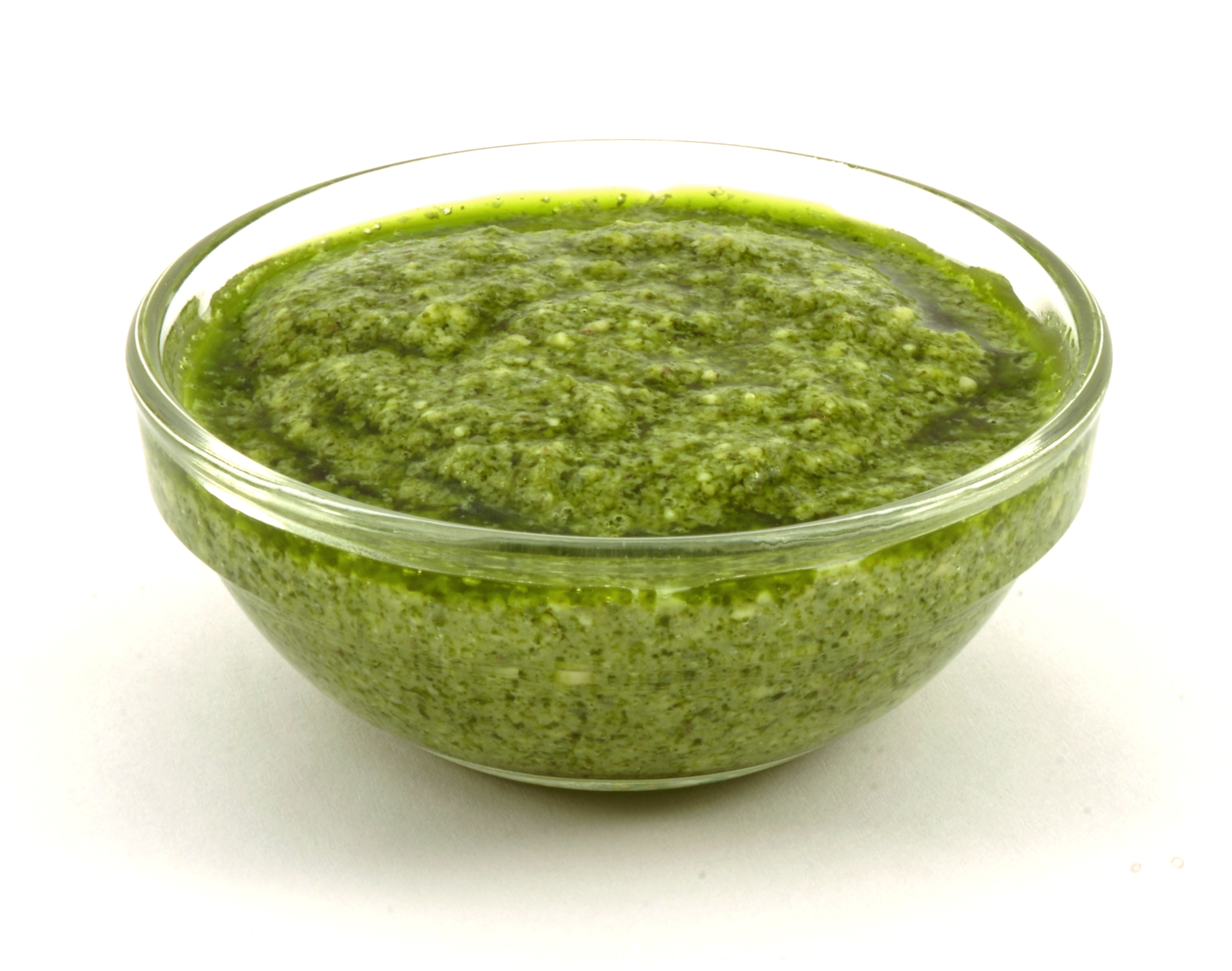
پستو، نوعی سس است که از ریحان، روغن زیتون و دانه کاج درست می‌شود. می‌توان آن را با پاستا یا غذاهای دیگری مانند سوپ میل کرد.

در آشپزی ایتالیایی معمولاً از مواد اولیه متنوعی استفاده می‌شود، از میوه‌ها و سبزیجات گرفته تا سس‌ها، انواع گوشت و غیره. در شمال ایتالیا، ماهی (نظیر ماهی کاد، یا باکالا)، سیب زمینی، برنج، ذرت، سوسیس، گوشت خوک و انواع مختلف پنیر از رایج‌ترین مواد غذایی هستند. انواع مختلف پاستا که با گوجه فرنگی تهیه می‌شود، در سرتاسر ایتالیا رواج دارد. ایتالیایی‌ها مواد اولیه تازه را که با اندکی چاشنی و ادویه طعم‌دار شده باشد می‌پسندند.
در ایتالیای شمالی اگرچه انواع مختلف پاستای توپر در آشپزی به کار می‌رود محبوبیت پولنتا و ریزوتو هم اگر بیشتر نباشد، کمتر نیست. مواد اولیه‌ای که از لیگوریا، در شمال غربی ایتالیا، آمده شامل انواع مختلف ماهی و غذاهای دریایی است. ریحان (که در تهیه پستو استفاده می‌شود)، آجیل و روغن زیتون بسیار متداول است. در Emilia-Romagna، مواد مشترک شامل ژامبون (prosciutto)، کالباس (cotechino)، انواع مختلفی از سالامی، ترافل، grana، پنیر پارمیجانو و گوجه‌فرنگی (سس بولونیایی یا راگو) است.

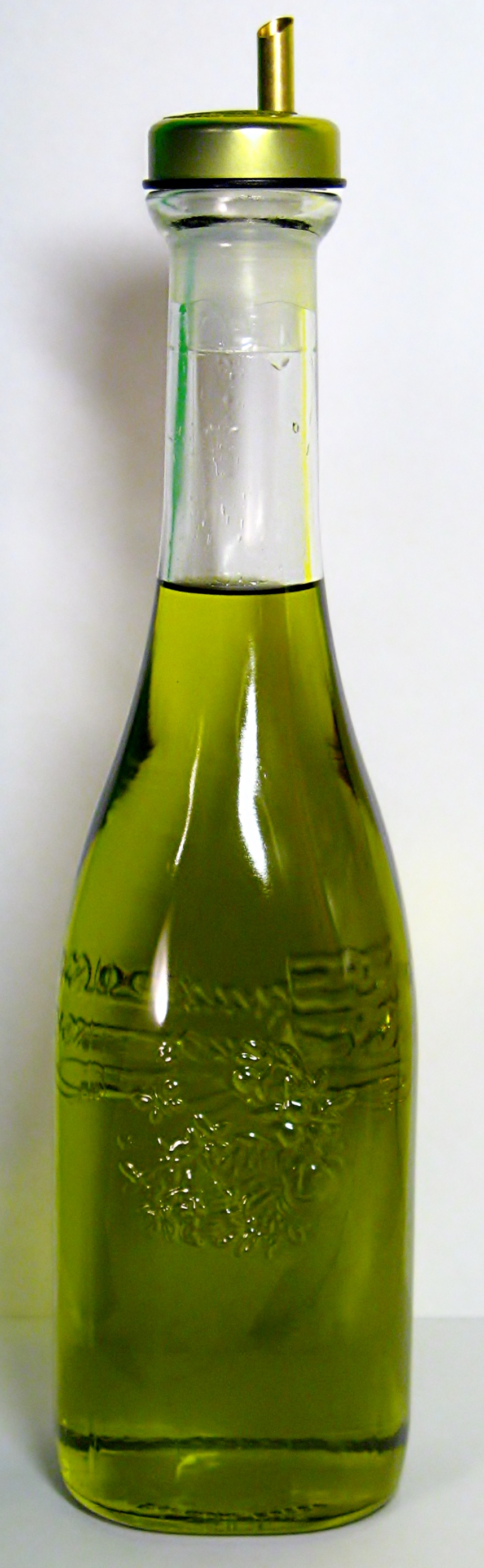
روغن زیتون متداول‌ترین چربی گیاهی در پخت و پز ایتالیایی است و به عنوان پایه سس‌ها، اغلب به جای چربی‌های حیوانی، کره یا چربی خوک استفاده می‌شود.

در غذاهای سنتی ایتالیای مرکزی از موادی مانند گوجه فرنگی، انواع گوشت، ماهی و پنیر پکورینو استفاده می‌شود. در توسکانی، پاستا (به ویژه پاستای پاپاردله) به‌طور سنتی با سس گوشت (از جمله گوشت شکار) سرو می‌شود. در جنوب ایتالیا، گوجه فرنگی (تازه یا به صورت سس گوجه فرنگی پخته شده)، فلفل، زیتون و روغن زیتون، سیر، کنگر فرنگی، پرتقال، پنیر ریکوتا، بادنجان، کدو سبز، برخی انواع به خصوص ماهی (آنچو، ساردین و ماهی تن) و کبر از مواد اصلی هستند که در تهیه غذاهای محلی کاربرد دارند.
آشپزی ایتالیایی را به استفاده از گونه‌های متنوع پاستا می‌شناسند (و این تنوع را یکی از محاسن غذاهای ایتالیایی قلمداد می‌کنند). پاستا رشته فرنگی‌ای است که در عرض، ‌طول و شکل‌های مختلف تولید می‌شود. انواع پاستا اغلب  بر اساس شکلشان نام‌گذاری می‌شوند: پنه، ماکارونی، اسپاگتی، لینگوئینی، فوسیلی، لازانیا، و پاستاهای مغزپُر مانند راویولی و تورتلینی.
پاستا هم نام این نوع رشته فرنگی‌ست و هم نام غذاهایی که پاستا ماده اصلی آنها باشد. پاستا معمولاً با سس سرو می‌شود. صدها شکل مختلف پاستا وجود دارد که اگر نه در سرتاسر ایتالیا، دست کم به صورت محلی با نام‌های متفاوت شناخته می‌شوند.
به عنوان مثال می‌توان به اسپاگتی (پاستای میله‌ای نازک)، ریگاتونی (پاستا به شکل لوله یا استوانه)، فوسیلی (پیچ‌خورده) و لازانیا (ورقه‌ای) اشاره کرد. غذاهای خمیری مانند نوکی (که با سیب زمینی یا کدو تنبل درست می‌شود) و نودل مانند اشپاتزل، را بعضی اوقات از انواع پاستا به حساب می‌آورند. هر دو غذاهای سنتی مناطقی از ایتالیا هستند.
پاستا را به دو دسته اصلی تقسیم می‌کنند: خشک و تازه. پاستای خشک بدون تخم مرغ تهیه می‌شود و در شرایط ایدئال می‌توان آن را تا دو سال نگهداری کرد، پاستای تازه چند روز در یخچال سالم می‌ماند. برای پختن پاستا عمدتاً آن را می‌جوشانند. طبق قانون ایتالیایی، پاستای خشک (pasta secca) را فقط باید با آرد یا سمولینای گندم الجزایری تهیه  کرد. پاستای خشک بیشتر در مناطق جنوبی ایتالیا رواج دارد، در شمال ایتالیا پاستای تازه با تخم مرغ را ترجیح می‌دهند.
آرد و سمولینای گندم الجزایری ته‌رنگ زرد دارد. پاستای ایتالیایی به‌طور سنتی آل دنته پخته می‌شود (به ایتالیایی: یعنی خیلی نرم نیست و زیر دندان می‌آید). در خارج از ایتالیا، ماکارونی خشک اغلب از انواع دیگر آرد تهیه می‌شود و نرم‌تر است. انواع مختلفی از آرد گندم وجود دارد که بسته به نوع دانه، سطح گلوتن و پروتئین متفاوتی دارند.
در تهیه انواع به خصوصی از پاستا ممکن است از دانه‌هایی به جز گندم استفاده شود، این دانه‌ها ممکن است به شیوه‌های مختلف آسیاب شوند. برخی از انواع پاستا، مانند پیتزوکری، از آرد گندم سیاه تهیه می‌شود. در پاستای تازه ممکن است از تخم مرغ هم استفاده شود که به آن pasta all'uovo (پاستای تخم مرغی) می‌گویند. پاستای گندم کامل چون نسبت به پاستای تهیه شده از آرد تصفیه شده برای سلامتی مفیدتر است روز به روز محبوبیت بیشتری پیدا می‌کند.

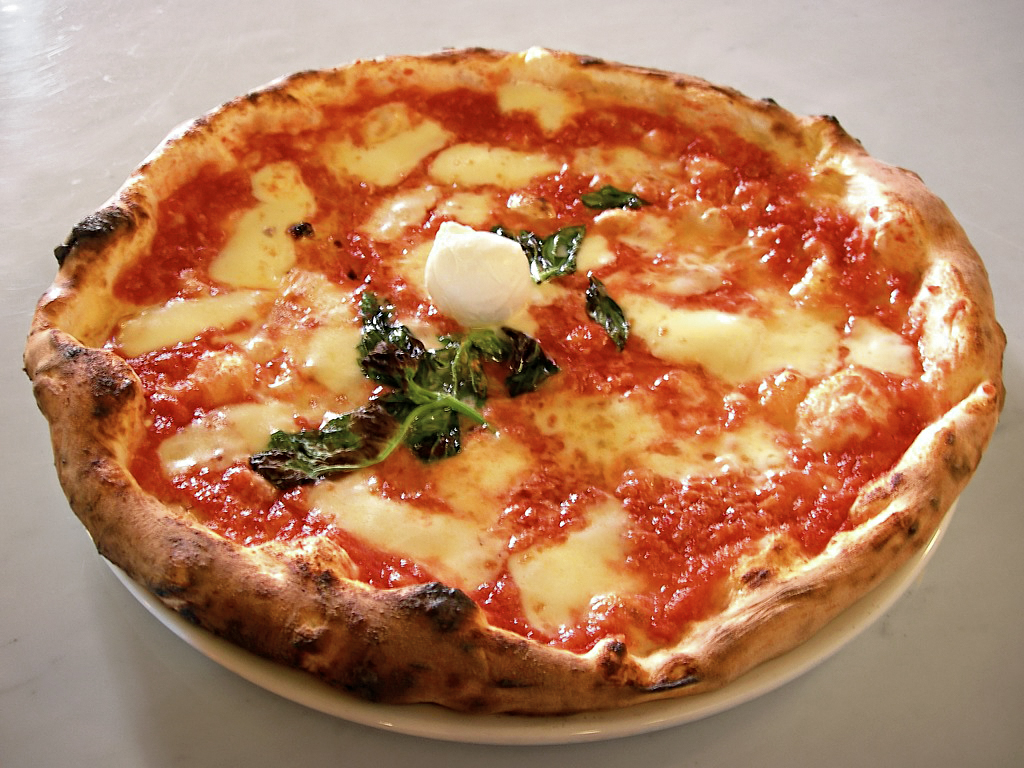
پیتزای سنتی ناپل

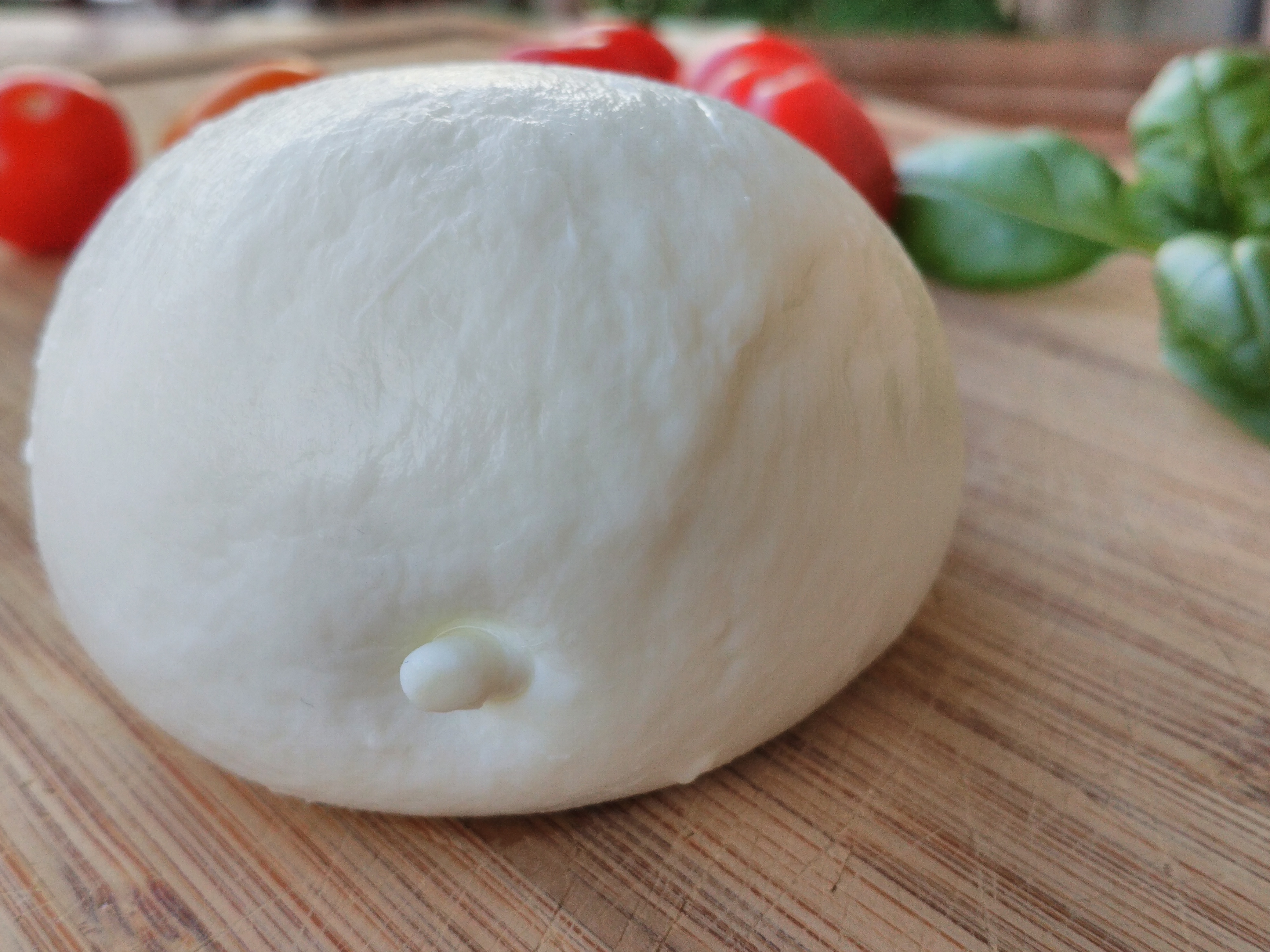
موزارلا دی بوفالا یک محصول لبنی است که در جنوب ایتالیا به‌طور سنتی از شیر بوفالو تهیه می‌شود

## ساختار وعده‌های غذایی

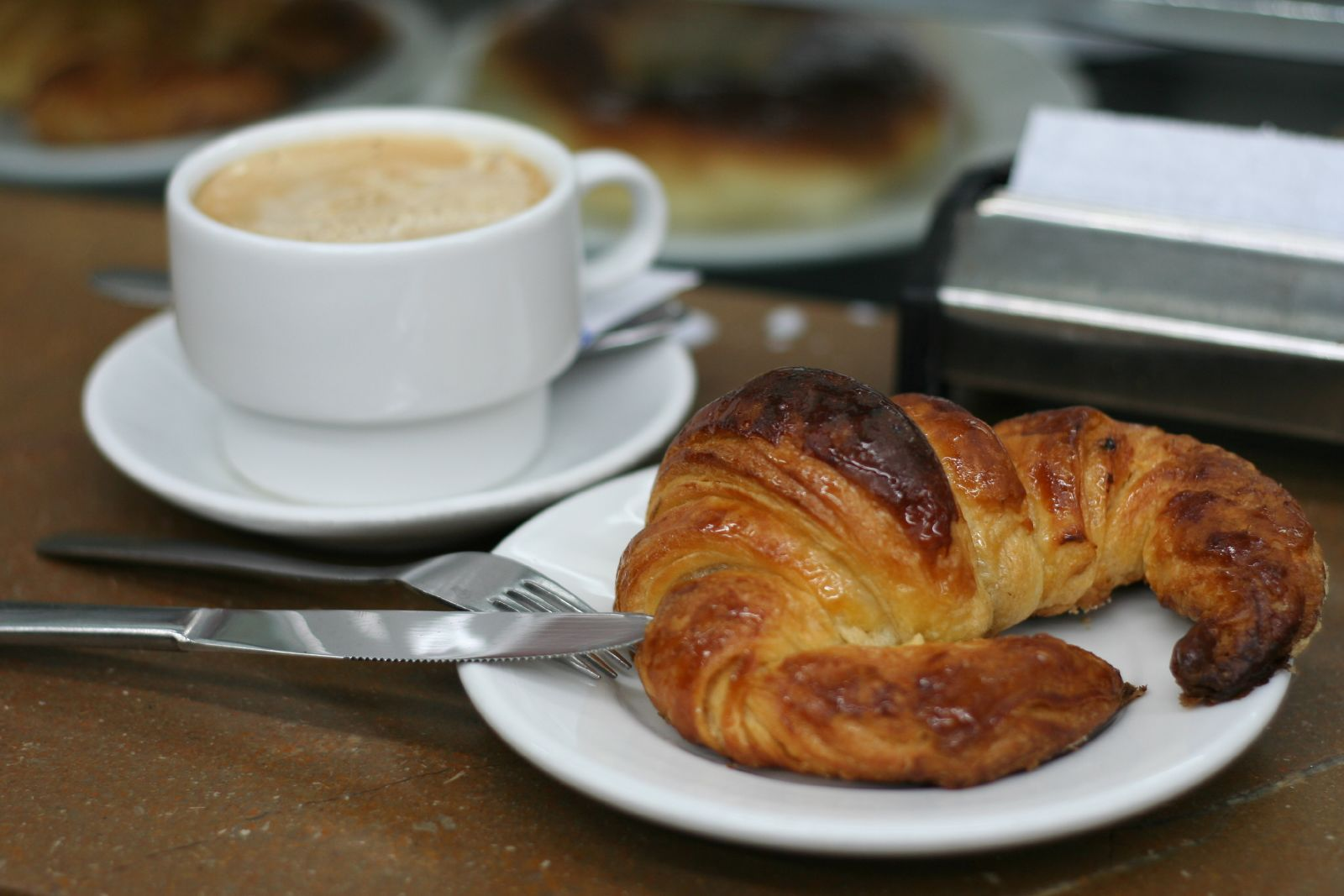
صبحانه معمول ایتالیایی، متشکل از کاپوچینو و بریوش یا کروسان یا کورنتو.

هر وعده غذایی ایتالیایی، به‌طور سنتی معمولاً شامل چهار یا پنج کورس می‌شود.برای ایتالیایی‌ها،  وعده‌های غذایی، به ویژه در تعطیلات آخر هفته، محملی‌ست برای وقت‌گذرانی با خانواده و دوستان؛ بنابراین نسبت به سایر فرهنگ‌ها زمان بیشتری را صرف غذا خوردن می‌کنند. در تعطیلاتی مانند کریسمس و شب سال نو و جشن‌ها یک وعده غذا ممکن است ساعت‌ها طول بکشد.
امروزه، غذای کامل (که شامل تمام چهار یا پنج کورس باشد) اغلب به مراسم خاص مانند عروسی‌ها اختصاص دارد و غذای روزمره فقط کورس اول یا دوم (یا گاهی اوقات هر دو کورس) را شامل می‌شود که به همراه مخلفات و قهوه صرف می‌شود. پریمو (غذای اول) معمولاً یک غذای شکم‌پِرکن مثل ریزوتو یا پاستا است که همراه با سس گوشت، سبزیجات یا غذاهای دریایی سرو می‌شود. قطعات گوشت مانند سوسیس، کوفته، یا مرغ در کورس دوم خورده می‌شوند. در آشپزی ایتالیایی غذای یک کورسه (piatto unico) هم وجود دارد که ترکیبی از نشاسته و پروتئین است. سبزیجات و نشاسته در یک بشقاب جداگانه سرو می‌شود و بر خلاف رسم اروپای شمالی  کنار گوشت قرار نمی‌گیرد.

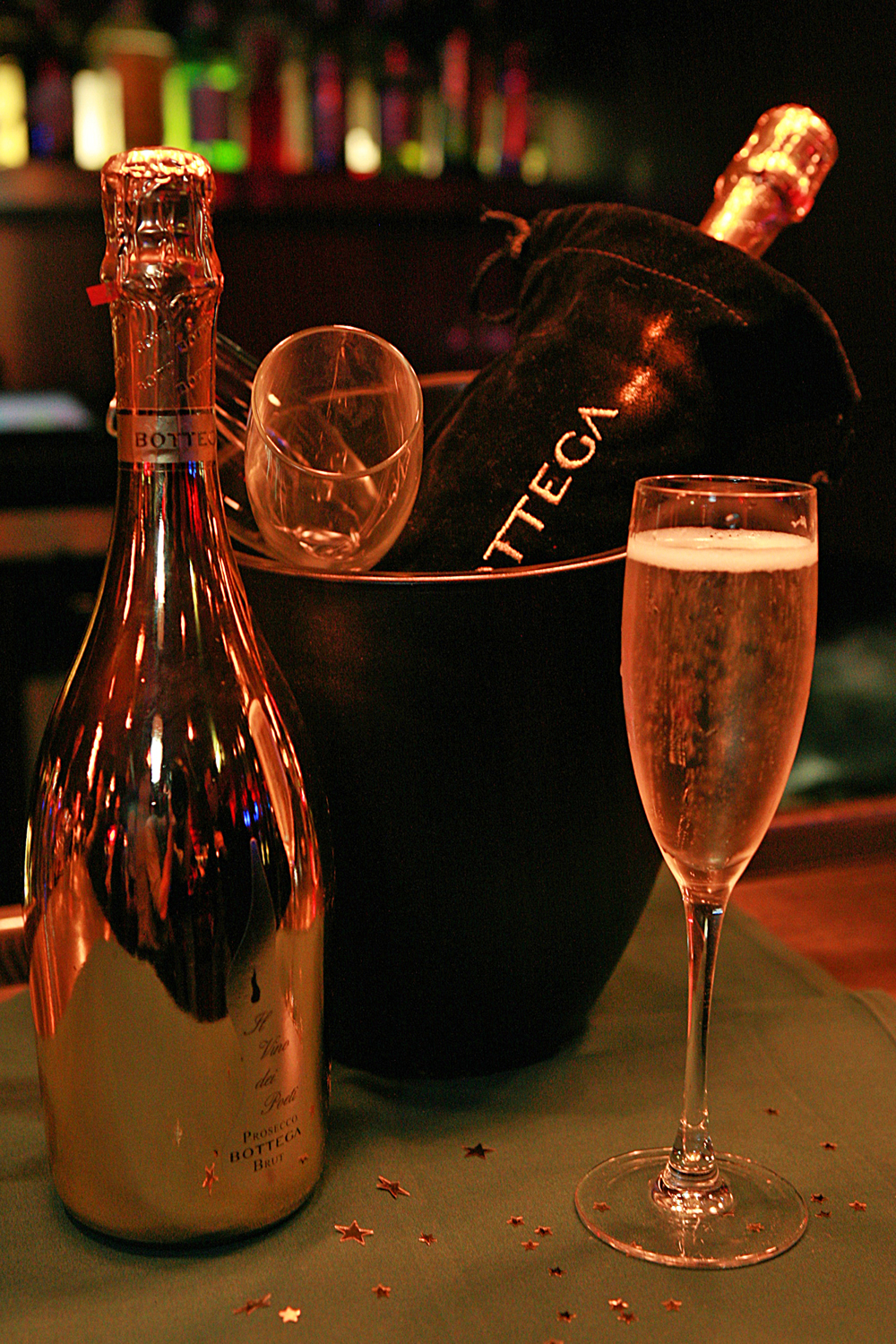
یک بطری پروسکوی گازدار، که می‌توان آن را به عنوان یک نوشیدنی اشتهاآور (aperitivo) پیش از غذا نوشید.

| مرحله غذا          | ترکیب غذا |
| ------------------ | --- |
| Aperitivo          | اپریتیف نوشیدنی اشتهاآوری‌ست که قبل از غذای اصلی صرف می‌شود و ممکن است کامپاری، مارتینی، چینتزانو، لوچانو، پروسکو، اپرول، شراب گازدار، ورموت، نگرونی باشد. |
| Antipasto          | که به معنی پیش‌غذا است و ممکن است سرد یا گرم باشد. عمولاً شامل پنیر، ژامبون، سوسیس قطعه قطعه شده، سبزیجات یا ماهی در سس خوابانده، بروسکتا و پیش‌غذاهایی است که با نان درست می‌شوند. |
| Primo              | «کورس اول»، معمولاً از یک غذای گرم مانند پاستا، ریزوتو، نوکی، یا سوپ است که با سسراگو یا سوگوی سبزیجات گوشت یا ماهی سرو می‌شود. |
| Secondo            | «کورس دوم»، غذای اصلی است و معمولاً از ماهی یا گوشت با سیب زمینی تشکیل شده‌است. در کورس دوم غذا، دست کم در شمال ایتالیا، گوشت گوساله، خوک و مرغ رواج دارد. اگرچه از زمان جنگ جهانی دوم گوشت گاو محبوبیت بیشتری پیدا کرده و گوشت شکار به ویژه در توسکانی متداول است. ماهی در جنوب بسیار محبوب است. |
| Contorno           | «مخلفات» که ممکن است شامل سالاد یا سبزیجات پخته باشد. در یک منوی سنتی سالاد همیشه همراه با غذای اصلی سرو می‌شود. |
| Formaggio e frutta | «پنیر و میوه»، اولین دسر است. پنیر محلی ممکن است بخشی از آنتی پاستو یا کونتورنو هم باشد. |
| Dolce              | «شیرینی» شامل کیک (مانند تیرامیسو)، کلوچه یا بستنی. |
| Caffè              | قهوه. |
| Digestivo          | نوشیدنی‌هایی که به هضم کمک می‌کنند، لیکورهایی نظیر گراپا، آمارو، لمونچلو، سمبوکا، نوچینو که گاهی به آن «قهوه‌بُر» یا «قهوه‌کش» (ammazzacaffe) می‌گویند. |